# NetBEUI
NetBEUI – protokół komunikacyjny LAN. NetBEUI jest wyłącznie protokołem transportu sieci LAN dla systemów operacyjnych Microsoft. Nie jest trasowany. Dlatego jego implementacje ograniczają się do warstwy 2 modelu OSI, w których działają wyłącznie komputery wykorzystujące systemy operacyjne firmy Microsoft. Ogranicza to dostępne architektury obliczeniowe i aplikacje technologiczne. Microsoft zaprzestał rozwijania protokołu wraz z wydaniem systemu Windows XP.
NetBEUI został opracowany przez IBM i wprowadzony na rynek w 1985 roku.

## Zalety i wady
Zalety korzystania z protokołu NetBEUI są następujące: 
- komputery korzystające z systemów operacyjnych lub oprogramowania sieciowego firmy Microsoft mogą się komunikować.
- NetBEUI jest w pełni samodostrajającym się protokołem i najlepiej działa w małych segmentach LAN.
- niewielkie wymagania odnośnie do pamięci.
- ochrona przed błędami transmisji, a także możliwość powrotu do normalnego stanu w razie ich wystąpienia.

Wadą protokołu NetBEUI jest fakt, że nie może być trasowany (z wyjątkiem usług IPTunnel) i niezbyt dobrze działa w sieciach WAN.